# Hospříz
Hospříz är en ort i Tjeckien.   Den ligger i regionen Södra Böhmen, i den centrala delen av landet, 120 km söder om huvudstaden Prag. Hospříz ligger 535 meter över havet och antalet invånare är 375.
Terrängen runt Hospříz är huvudsakligen platt, men åt sydost är den kuperad. Runt Hospříz är det ganska glesbefolkat, med 38 invånare per kvadratkilometer. Närmaste större samhälle är Jindřichův Hradec, 6,2 km väster om Hospříz. I omgivningarna runt Hospříz växer i huvudsak blandskog.